# El Chichicaste
El Chichicaste är en ort i Honduras.   Den ligger i departementet El Paraíso, i den centrala delen av landet, 100 km öster om huvudstaden Tegucigalpa. El Chichicaste ligger 413 meter över havet och antalet invånare är 1 671.
Terrängen runt El Chichicaste är huvudsakligen kuperad, men västerut är den platt. El Chichicaste ligger nere i en dal. Runt El Chichicaste är det ganska glesbefolkat, med 43 invånare per kvadratkilometer. Närmaste större samhälle är Ojo de Agua, 7,7 km sydväst om El Chichicaste. Omgivningarna runt El Chichicaste är en mosaik av jordbruksmark och naturlig växtlighet.